# Lars Ulrich

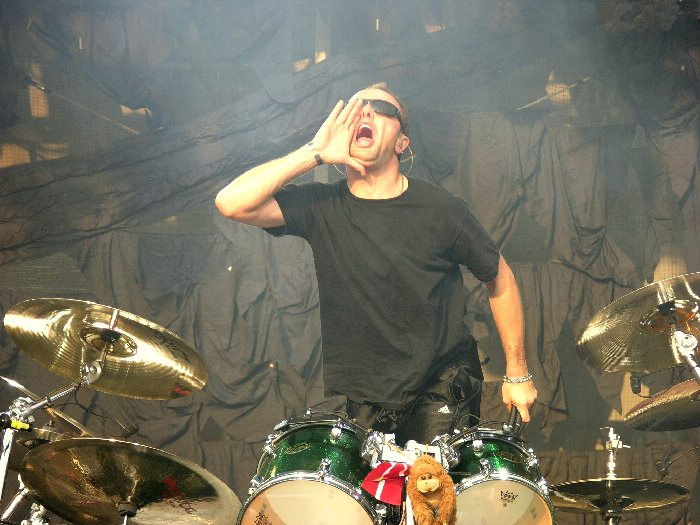
Lars Ulrich

Lars Ulrich (Gentofte, 26 december 1963) is een Deense drummer en (mede)oprichter van Metallica.

## Biografie
Op tienjarige leeftijd nam zijn vader Ulrich mee naar een concert van Deep Purple in Kopenhagen. Hier sloeg 'de heavy-metalmicrobe' op hem over. Hij luisterde ook naar de pas opgekomen Britse heavy-metalbands Motörhead en Judas Priest. Op dertienjarige leeftijd kreeg hij zijn eerste drumstel. Dit was een Ludwig, omdat Ian Paice van Deep Purple met hetzelfde model werkte.
Hij verhuisde op zeventienjarige leeftijd naar Los Angeles. Na het plaatsen van een advertentie in een lokaal krantje, The Recycler, kwam hij in contact met James Hetfield. Samen creëerden ze de metalband Metallica. Later voegden Dave Mustaine en Ron McGovney zich officieel bij de groep.
Zijn vader, Torben Ulrich, was een succesvol tennisspeler van eind jaren 40 tot begin jaren 80. Ook vader Ulrich speelde muziek, namelijk jazz. Hij heeft onder andere samengewerkt met Stan Getz en Miles Davis.
In december 1999 startte Ulrich namens Metallica een rechtszaak tegen downloadsite Napster, waardoor hij nu gezien wordt als de man die de oorlog verklaarde aan het illegale downloaden van muziek.
Ulrich heeft in geen enkele andere band gespeeld dan Metallica, met uitzondering van een gastrol op het nummer Return of the Vampire... 1993 van de Deense metalband Mercyful Fate. Hij schrijft zelf ook mee aan verschillende nummers van de band. Hij is de enige samen met James Hetfield die vanaf het begin bij de band is. Ulrich neemt soms nummers op met andere bands ter vervanging van de eigen drummer. Hij werd tijdens enkele concerten vervangen door Dave Lombardo (Slayer), Flemming Larsen (Ulrichs drumtechnicus) en Joey Jordison (Slipknot).
In 2010 speelde Ulrich een kleine rol in de film Get Him to the Greek.

### Privé
Ulrich’s Peetoom was jazzsaxofonist Dexter Gordon.
Hij is drie keer getrouwd geweest. Zijn eerste vrouw was de Engelse Debbie Jones. Hij scheidde van haar tijdens de opnames van het album Metallica (beter bekend als The Black Album). Hij scheidde in 2004 van Skylar Satenstein, met wie hij zeven jaar getrouwd was. Hij heeft twee zonen uit dit huwelijk. Op 21 mei 2007 beviel zijn vriendin Connie Nielsen van een zoon. Zij had al een zoon uit een eerdere relatie. Tegenwoordig is hij getrouwd met het Amerikaanse model Jessica Miller.
Ulrich mag zich eigenaar noemen van een aanzienlijke kunstverzameling, genoemd de Lars Ulrich Collectie. In 2002 deed hij 27 schilderijen van de hand voor de som van 17 miljoen euro, waaronder werk van Asger Jorn en Jean-Michel Basquiat.
- Bibsys: 62474
- Biblioteca Nacional de España: XX969407
- Bibliothèque nationale de France: cb14048893h (data)
- Gemeinsame Normdatei: 129809578
- International Standard Name Identifier: 0000 0000 7829 0707
- Library of Congress Control Number: no2004020455
- MusicBrainz: e2190b35-1181-44f6-8587-4c04123a6f30
- Nationale Bibliotheek van Tsjechië: ola2002150642
- Nationale Bibliotheek van Israël: 987007502611005171
- Nationale Bibliotheek van Polen: a0000002246858
- Nationale en Universitaire bibliotheek Zagreb: 000741460
- Nederlandse Thesaurus van Auteursnamen: 111142180
- Istituto Centrale per il Catalogo Unico: UBOV936915
- LIBRIS: 403783
- Virtual International Authority File: 84962311